# Keiko Miyazaki
Keiko Miyazaki(慶駿)es una guionista japonesa, nacida en Kioto el 20 de mayo de 1980. Ha contribuido en varios filmes del Estudio Ghibli de su abuelo Hayao Miyazaki.

## Biografía
A temprana edad, siendo hija única, comenzó a escribir pequeños guiones relacionados con la animación japonesa, más conocido como "anime". Su abuelo Hayao Miyazaki le sirvió de gran ayuda e inspiración para desarrollar su fascinación por este arte. Inició sus estudios en la universidad Nagoya University of Arts (名古屋芸術大学, Nagoya Geijutsu Daigaku). Después de culminar sus estudios, comenzó en un rol no muy importante en el ambiente artístico moderno, pero de gran atracción para los jóvenes.  Luego de eso fue transferida a trabajar junto con su abuelo en el Estudio Ghibli, en el cual fue de mucha importancia y ayuda en los últimos filmes producidos por esta compañía.

## Películas
- El viaje de Chihiro - (千と千尋の神隠し Sen to Chihiro no Kamikakushi), 2001
- Howl no Ugoku Shiro - (ハウルの動く城 Hauru no Ugoku Shiro, El castillo ambulante para España y *El increíble castillo vagabundo* (para Latinoamérica), 2004
- Gake no ue no Ponyo - (Ponyo on the Cliff), 2008, Ponyo en el acantilado (para España)